# 21679 Bettypalermiti
21679 Bettypalermiti este un asteroid din centura principală de asteroizi.

## Descriere
21679 Bettypalermiti este un asteroid din centura principală de asteroizi. A fost descoperit pe 8 septembrie 1999 la Fountain Hills (Arizona) de Charles W. Juels. Asteroidul prezintă o orbită caracterizată de o semiaxă mare de 2,22 ua, o excentricitate de 0,20 și o înclinație de 2,8° în raport cu ecliptica.